# 李明蓉
李明蓉（1965年—），福建晋江人，汉族，中华人民共和国政治人物、第十一届全国人民代表大会福建地区代表。
毕业于厦门大学法律系法律专业。加入民盟。担任福建省人民检察院副检察长。2008年起担任全国人大代表。2018年1月，当选第十三届全国政协委员。